# Tomislav Krizmanić
Tomislav Krizmanić, né le 21 avril 2001 à Zagreb en Croatie, est un footballeur croate qui évolue au poste de milieu offensif au Dinamo Zagreb.

## Biographie

### Dinamo Zagreb
Natif de Zagreb en Croatie, Tomislav Krizmanić est formé par l'un des plus grands clubs du pays, le Dinamo Zagreb. Il joue son premier match en professionnel le 1er février 2020, en entrant en jeu lors de la victoire du Dinamo contre le NK Slaven Belupo (0-2).
Avec les jeunes du Dinamo, il se fait remarquer le 4 mars 2020 en UEFA Youth League. Le jeune milieu offensif inscrit un but face aux jeunes du Bayern Munich en ouvrant le score. Ce jour-là, son équipe se qualifie pour les quarts de finales en remportant la séance de tirs au but.
Il devient Champion de Croatie en 2020, le club étant sacré officiellement pour la 21e fois à l'issue de la 30e journée.

### Carrière en sélection nationale
Avec les moins de 17 ans, il participe au championnat d'Europe des moins de 17 ans en 2017. Lors de cette compétition organisée dans son pays natal, il joue trois matchs. Avec un bilan d'un nul et deux défaites, la Croatie ne dépasse pas le premier tour. Après le championnat d'Europe, il se met en évidence en inscrivant trois buts : un but lors d'un match amical contre la Hongrie, puis deux buts lors des éliminatoires de l'Euro, contre l'Albanie et le Liechtenstein. Il est également à plusieurs reprises capitaine de la sélection. 
Avec les moins de 19 ans, il inscrit un but lors d'un match amical contre l'équipe de France, le 7 septembre 2019.

## Palmarès
Dinamo Zagreb
- Championnat de Croatie (1) :
  - Champion : 2019-20.